# Conrad Matthies
Conrad Stephan Matthies (* 8. April 1807 in Hildesheim; † 13. Mai 1856 in Zehlendorf) war ein deutscher Theologe und Mitglied der Frankfurter Nationalversammlung.

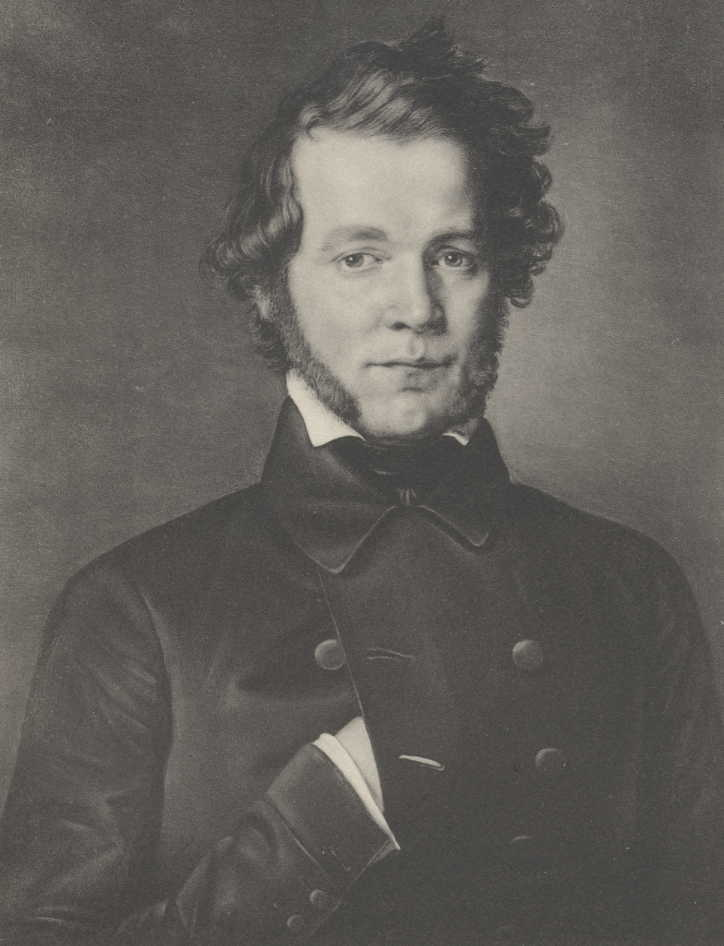
Konrad Stephan Matthies im Jahre 1845

Matthies wurde 1807 als Sohn eines vermögenden Bäckermeisters in Hildesheim geboren. Er absolvierte das Gymnasium Andreanum seiner Heimatstadt und studierte in Göttingen und Berlin Theologie. Nach dem Abschluss des Studiums als Lic. theol. erhielt er 1832 in Berlin eine außerordentliche Professur der evangelischen Theologie. Da er jedoch für Hegel schwärmte und die hegelsche Dialektik einen starken Einfluss auf sein Denken gewann, löste er sich von der Theologie und wurde 1844 Professor für Philosophie an der Universität Greifswald. Er interessierte sich auch für die Turnerbewegung und übte selbst verschiedene Sportarten, wie Schwimmen und Fechten, aus. Das brachte ihm die besondere Verehrung seiner Studenten ein.
Matthies wurde für den 13. Wahlkreis der Provinz Pommern (Wolgast) in die Nationalversammlung gewählt, der er vom 18. Mai 1848 bis zum 20. Mai 1848 angehörte, allerdings wechselte er später und war als Abgeordneter des 14. Wahlkreises (Grimmen) Nachfolger von Gustav von Hagenow. Seinen 13. Wahlkreis übernahm Georg Beseler. Matthies gehörte keiner Fraktion an, stimmte aber mit dem Rechten Centrum. Als Redner trat Matthies nicht hervor.
1852 wurde er Rektor der Greifswalder Universität, musste sich aber 1855 wegen einer zunehmenden geistigen Verwirrung (möglicherweise Alzheimer-Krankheit) in Behandlung begeben; bald danach starb er in der Zehlendorfer Heilanstalt.
Conrad Matthies gehörte der Freimaurerloge Carl zu den drei Greifen in Greifswald an.
Matthies philosophisches Hauptwerk Über die Platonische und Aristotelische Staatsidee erschien 1848 in Greifswald.